# William Preble Hall
William Preble Hall (ur. 11 czerwca 1848 w hrabstwie Randolph w stanie Missouri, zm. 14 grudnia 1927 w Waszyngtonie) – generał brygady armii Stanów Zjednoczonych, odznaczony Medalem Honoru za waleczność okazaną w akcji 20 października 1879 przy White River w stanie Kolorado. W 1868 roku ukończył studia w Akademii Wojskowej West Point, służył w armii do przejścia na emeryturę 11 czerwca 1912 roku. Od 17 lutego do 11 czerwca 1912 szef sztabu generalnego armii Stanów Zjednoczonych.

## Biografia

### Życie rodzinne
William Preble Hall pochodził z liczącej się rodziny w  stanie Missouri mieszkającej w pobliżu Huntsville. Jego ojciec William Augustus Hall, był szanowanym sędzią, a  jego brat Uriel Sebree Hall został kongresmanem. Po śmierci pierwszej żony Katherine Conrad Stanton (1848–1881), w roku 1890 ożenił się powtórnie z Teresą Blackburn (1868–1943), córką Josepha Blackburna, senatora z Kentucky, znaną w kręgach towarzyskich w Waszyngtonie. W.P. Hall miał syna i dwie córki (Teresę 1894–1899 i Octavię 1900–1981, która później przyjęła imię Teresa).

### Służba wojskowa
W roku 1868 William P. Hall ukończył Akademię Wojskową West Point i zaczął się piąć po szczeblach kariery wojskowej. Służył głównie na zachodzie Stanów Zjednoczonych aż do wybuchu wojny amerykańsko-hiszpańskiej. Uczestniczył w licznych walkach z Indianami. 20 października 1879, służąc w 5 Regimencie Kawalerii, dowodził oddziałem zwiadowczym w czasie akcji przeciwko wrogim Indianom w pobliżu obozu nad White River w Kolorado. Spiesząc na ratunek kawalerzystom, wraz z grupą zwiadowczą 3 żołnierzy został zaatakowany przez 35 wojowników. Podczas walki kilkukrotnie narażał życie, usiłując odciągnąć natarcie od oblężonych żołnierzy. Dzięki temu jego oddział odnalazł ich i uratował. Za najwyższe męstwo okazane w walkach z Indianami 18 września 1897 został odznaczony Medalem Honoru.
Był znakomitym strzelcem wyborowym. Biorąc udział w zawodach strzeleckich organizowanych w armii, w latach 1879–1892, zdobywał medale posługując się zarówno karabinem, jak i rewolwerem. W 1901 roku W.P. Hall wydał książkę How to Shoot a Revolver (Jak strzelać z rewolweru).
11 września 1897 został awansowany do stopnia podpułkownika, a 18 kwietnia 1901 został pułkownikiem. Po wybuchu wojny amerykańsko-hiszpańskiej stanął na czele biura sztabu generalnego w Departamencie Zatoki w Atlancie. W latach 1899–1900 nadzorował operacje wojskowe w Portoryko. W 1901 został wysłany na Filipiny, gdzie dowodził biurem sztabu generalnego. Przed rokiem 1903 pułkownik Hall powrócił do Waszyngtonu i 23 kwietnia 1904 został awansowany na zastępcę szefa sztabu generalnego. W 1904 został generałem brygady.

### Awanse
- podporucznik – 15 czerwca 1868 (po ukończeniu West Point)
- porucznik – 1 lipca 1876
- kapitan – 8 marca 1887
- major – 6 listopada 1893
- podpułkownik – 11 września 1897
- pułkownik – 18 kwietnia 1901
- generał – 1904
- zastępca szefa sztabu generalnego – 23 kwietnia 1904
- szef sztabu generalnego – 17 lutego 1912

### Towarzystwo Strażnica

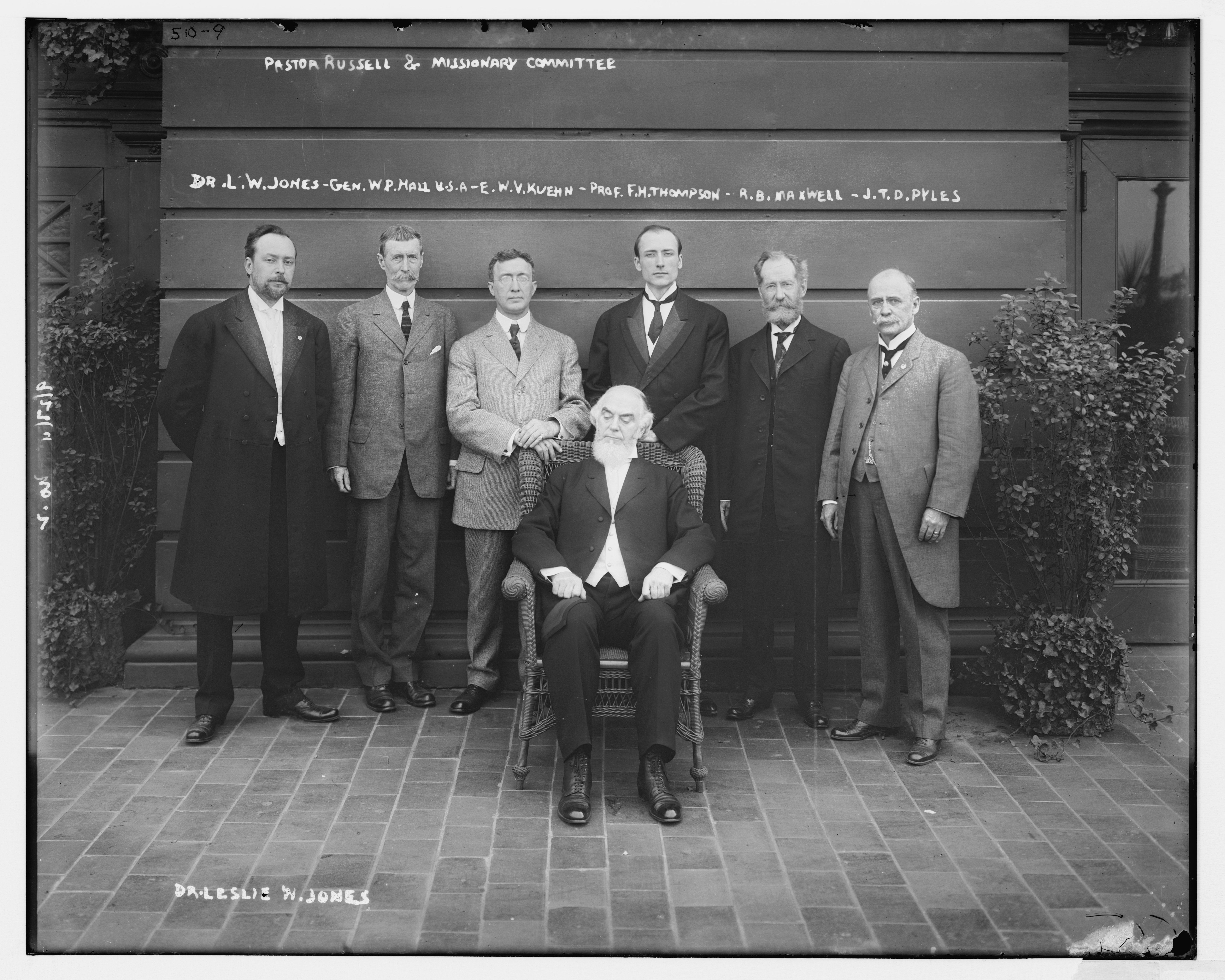
Siedmioosobowy Komitet Misyjny w podróży dookoła świata 1911–1912 (od góry od lewej: dr Leslie W. Jones, gen. William Preble Hall, Ernest Wilson V. Kuehn, Frederick Homer Robison, Robert B. Maxwell, John T.D. Pyles i poniżej Charles T. Russell)

W 1904 uczestniczył w wystawie światowej w Saint Louis, gdzie zetknął się z publikacjami Towarzystwa Strażnica. Następnie zamówił książkę Charlesa T. Russella Boski plan wieków i przyjął wierzenia Badaczy Pisma Świętego. Do roku 1905 nawiązał ścisłą współpracę z Towarzystwem Strażnica.
W dniach od 1 do 10 września 1911 był jednym z mówców ogólnokrajowej konwencji generalnej Badaczy Pisma Świętego zorganizowanej w Mountain Lake Park. Został wówczas wybrany zastępcą przewodniczącego Komisji Misyjnej, która wraz z Charlesem T. Russellem od grudnia 1911 do marca 1912 udała się w podróż dookoła świata w celu zbadania możliwości rozwoju działalności misyjnej. W trakcie tej podróży misyjnej w różnych miastach świata wygłaszał wykład publiczny „Biblia z punktu widzenia żołnierza”. Podczas podróży 16 lutego jego bezpośredni zwierzchnik, generał Fred C. Ainsworth, przeszedł w stan spoczynku, na skutek czego W.P. Hall został mianowany szefem sztabu generalnego armii amerykańskiej. Funkcję tę pełnił do czasu, gdy sam przeszedł w stan spoczynku 11 czerwca 1912. Zastąpił go generał brygady George Andrews.
Po przejściu na emeryturę W.P. Hall wspierał działalność Towarzystwa Strażnica. W redagowanych przez siebie pismach i reklamach podpisywał się: „Generał Brygady W. P. Hall, Armia Stanów Zjednoczonych”. Po podziałach w ruchu Badaczy Pisma Świętego pozostał związany z największą grupą badacką, która w 1931 roku przyjęła nazwę Świadkowie Jehowy. Aż do lat 20. usługiwał jako pielgrzym, odwiedzając zbory w stanach Wirginia, Wirginia Zachodnia, Maryland i innych, tak długo jak pozwalało mu na to zdrowie.
Zmarł w szpitalu wojskowym Waltera Reeda 14 grudnia 1927 w Waszyngtonie. Został pochowany z honorami wojskowymi na Cmentarzu Narodowym w Arlington.